# Conselho Presidencial (Líbia)
O Conselho Presidencial (em árabe: المجلس الرئاسي, al Majlis al Riyasiu) é um órgão formado nos termos do Acordo Político Líbio, que foi assinado em 17 de dezembro de 2015. O Conselho desempenha as funções de chefe de Estado da Líbia e foi proposto para comandar as Forças Armadas líbias. O acordo foi unanimemente endossado pelo Conselho de Segurança das Nações Unidas, que saudou a formação do Conselho Presidencial e reconheceu que o Governo do Acordo Nacional é o único governo executivo legítimo da Líbia.